# Bohlenkammer von Niederbösa

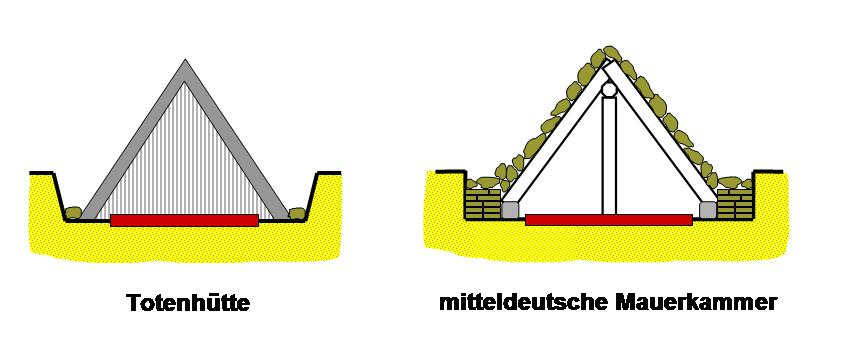
Totenhütte (Bohlenkammer) und Mauerkammergrab

Die etwa 0,3 m eingetiefte Bohlenkammer von Niederbösa im thüringischen Kyffhäuserkreis wurde 1958 beim Pflügen auf der Flur „Am Burggraben“ entdeckt und 1959 von Rudolf Feustel ausgegraben.
Die durch ihre flache Lage gestörte Ost-West-orientierte 7,5 × 3,6 m große Kammer des mit Kalksteinplatten gepflasterten Kollektivgrabes wurde an beiden Längsseiten von einem etwa 30 cm breiten, fundfreien Bereich umgeben, der mutmaßlich zu der vergangenen hölzernen Kammerwand gehört. Auf ein Firstdach deuten zwei Pfosten in der Mitte der Schmalseiten. Die ehemalige Steinbedeckung des Daches lag als oberste Schicht auf den Skelettresten.
Der Ausgräber vermutet überdies einen abgetragenen Hügel. Die zum Teil wirr durcheinanderliegenden Reste von über 93 Individuen beiderlei Geschlechts und aller
Altersklassen wurden gefunden. Eine gestreckte Bestattung und einige rechte und linke Hocker ohne bestimmte Orientierung waren erkennbar. Herbert Ullrich (1965, 169 ff.) unterteilte die Bestattungen in zwei Reihen längs der Kammer.

## Beigaben
Sämtliche Funde lagen, bis auf die auf einem Haufen liegenden Reste einer Opperschöner
Kanne, verstreut in der Kammer. Sie bestanden aus Knochen von Feldhasen, Rindern, Rothirsch und Schafen/Ziegen sowie 11 Unterkiefern vom Fuchs und einem vom Hamster. Ein Meißel, eine Schmuckscheibe und eine Tülle waren aus Knochen.  38 durchbohrte Tierzähne und ein Schweinezahn vervollständigen die Tierrelikte. Aus Feuerstein waren eine Pfeilspitze und neun Klingen. Es wurden nur wenige Scherben gefunden. Im Westen lag eine Grube mit einem Ost-West orientierten rechten Hocker, ohne Beigaben. Im Südwesten lag eine Grube mit einem gleichgerichteten rechten Hocker sowie dem Rest eines kleinen Gefäßes und einem facettierten Axthammer.
Grabbau und Bestattungsweise stellen die Totenhütte zur Bernburger Kultur. Einflüsse der Salzmünder Kultur zeigen die dürftigen keramischen Reste. Unbestimmbar ist die westliche Einzelbestattung, dagegen ist die südwestliche schnurkeramisch. Dies scheint einen frühen Kontakt zwischen Bernburger Kultur und Schnurkeramik anzuzeigen.
Die anthropologische Feststellung durch Herbert Ullrich von Resten von 78 Individuen wurde von A. Bach (1978 S. 19 Anm. 1) korrigiert.